# Espineta de manglar
El espineta de manglar (Gerygone levigaster) és una espècie d'ocell de la família dels acantízids (Acanthizidae) que habita els manglars a la llarga de la costa sud-oriental de Nova Guinea i la septentrional i oriental d'Austràlia.